# 村岡花子
村岡花子（1893年6月21日—1968年10月25日），是日本的翻譯家、兒童文學家。她有翻譯許多著名的兒童文學，多為蒙哥馬利的著作、而愛蓮娜·波特、奧爾柯特的多部譯作也都出自於她的妙筆。

## 經歷
生於山梨縣甲府市，為安中逸平、安中鐵夫妻8個子女中的長女。安中夫婦是基督徒的家庭，年幼時在甲府教會親自由小林光泰牧師那兒接受幼兒洗禮。舊姓名（本名）是安中花（後在結婚前使用的筆名是安中花子）。
其後，上東京到東京府品川居住，並在東京成長。城南小學畢業後，1903年10歲時插班入學東洋英和女學校。在同校向加拿大傳教士學習英語，在同學柳原樺子的介紹下向佐佐木信綱學習萬葉集等的日本古典文學。還在該校高等科學習翻譯家片山廣子（她歌人的筆名是松村美音子。芥川龍之介晩年的戀人）愛爾蘭文學的執筆推薦童話。
1914年畢業於東洋英和女學院高等科，前往山梨英和女學校擔任英語教師。同年，與朋友共同出版歌集『櫻花貝（さくら貝）』。她在這個時期於基督教的夏季講座與市川房枝相遇。
1917年開始，在東京銀座的基督教出版社的教文館擔任女性及兒童雜誌總編輯的工作。
1919年與在福音印刷合資公司的經營者村岡儆三結婚，改姓村岡。
1920年長男道雄誕生，但是道雄卻在1926年因痢疾病逝。因為這個契機，她開始從事英語兒童文學的翻譯工作。
1927年經由片山廣子推薦，馬克·吐溫的"Prince and Pauper"，以『王子與乞丐（王子と乞食）』的標題在平凡社連載。
1932年至1942年於JOAK的廣播節目『兒童新聞（コドモの新聞）』擔任播音員，成為大受歡迎的「廣播阿姨」。
第二次世界大戰中參加在大政翼贊會的大東亞文學者大會，並為戰爭爭取各界的合作。另外，在市川房枝的推薦下，為爭取婦人參政權而四處奔走（此外也反對政府取消私生子承認法的立法提案）。其後擔任文部省囑託和行政監察委員會委員、女流文學家協會理事、公明選舉權聯盟理事、家庭文庫研究會會長、基督教文化協會婦人部委員等。
1960年，對兒童文學有貢獻的她被授與藍綬褒章。
1968年，因腦中風逝世。
長男道雄病故後，由於一直沒有再懷孕，妹妹梅子把長女綠（みどり）（1932年－1994年）過繼給她做養女。1991年起，綠的兩個女兒，也就是花子的孫女村岡美枝（1960年生）及村岡惠理（1967年生）共同管理紅髮安妮紀念館·村岡花子文庫，將花子最愛的書房原味重現。
基督徒的她也是日本基督宗教團體大森惠教會的會員，時常上教會。

### 蒙哥馬利與村岡
村岡與蒙哥馬利的相遇，源自於將離開日本的傳教士蘿麗塔·李奧納德·蕭（Loretta Leonard Shaw，1872年7月19日－1940年7月29日）於1939年送給她的『紅髮安妮』的原文書，此書於1908年的冬天出版。村岡開始著手翻譯，當時二次大戰已經爆發，因為燈火管制的關係，翻譯工作斷斷續續，直到1945年大戰結束時才翻譯完成。1952年由三笠書房出版的『紅髮安妮』廣受日本讀者的青睞。村岡之後出版安妮系列、艾蜜莉系列、山丘之家的珍、果園的小夜曲、芭特姑娘等譯作，不斷的著手翻譯蒙哥馬利的作品。『艾蜜莉的請求』成為村岡最後的翻譯作品，此書在她過世後的1969年出版。

### 簡略年表
- 1893年，在山梨縣甲府市出生，在東京成長。
- 1904年時插班入學東洋英和女學校。
- 1914年時畢業於東洋英和女學院高等科。前往山梨英和女學校擔任英語教師。同年，轉往東洋英和女學院中學部及高等部任教。
- 1917年開始，在教文館的女性及兒童雜誌擔任總編輯的工作。
- 1919年，結婚。
- 1920年，長男道雄誕生。
- 1926年，道雄因為痢疾病逝。
- 1927年，翻譯馬克·吐溫的"Prince and Pauper"，以譯題『王子與乞丐（王子と乞食）』公開發表。
- 1932年至1942年於JOAK的廣播節目『兒童新聞（コドモの新聞）』擔任播音員，成為大受歡迎的「廣播阿姨」。
- 1939年，收下傳教士蘿麗塔·李奧納德·蕭贈送的"Anne of Green Gables" 。
- 1952年，翻譯露西·莫德·蒙哥馬利的"Anne of Green Gables" ，以『紅髮安妮（赤毛のアン）』的書名正式出版。
- 1960年，因在兒童文學有重大貢獻，榮獲藍綬褒章。
- 1963年，丈夫去世。
- 1967年，訪問加拿大。
- 1968年，因腦中風逝世。

## 著作翻譯書

### 翻譯書
※以下譯本的書名與日本譯者的書名原譯為主，沒有地域性差異
- 1917年《爐邊》（炉辺）
- 1919年《摩西救國》（モーセが修せし国），救世軍
- 1927年《王子與乞丐【華語另譯乞丐王子[10]】》（王子と乞食），平凡社岩波文庫，原作者馬克·吐溫（Mark Twain）
- 1929年《開花之家》（花咲く家），教文館，原作者蒙坦葉·佩里（Montanye Perry）
- 1930年《前往陌生的國家 冒險實話集》（見知らぬ国へ 冒険実話集），教育館出版社，原作者凱薩琳·克朗克（Katharine Cronk）
- 1930年《波麗安娜的成長》（パレアナの成長），平凡社角川文庫，原作者愛蓮娜·波特（Eleanor Porter）
- 1932年《姊姊也奮鬥 波麗安娜姊妹篇「蘇姊姊」》（姉は闘ふ パレアナ姉妹篇「スウ姉さん」），角川文庫，原作者愛蓮娜·霍奇曼·波特（Eleanor Hodgman Porter）
- 1933年《狄更斯物語的孩子們》（ディッケンス物語の子供たち），春陽堂
- 1933年《日本伊索繪畫物語》（日本イソップ繪物語），大日本雄辯會講談社
- 1935年《聖經物語》（聖書物語），基督教出版
- 1936年《愛情道路 威德默》（愛情の道 ウイドマー），教文館出版部，原作者蒙坦葉·佩里（Montanye Perry）
- 1939年《喜悅之書》（喜びの本），中央公論社，原作者愛蓮娜·波特（Eleanor Porter）
- 1940年《母親的生活》（母の生活），第一書房，原作者賽珍珠（Pearl Buck）
- 1943年《無家可歸的天使》（家なき天使），那珂書店，原作者方洙源（방수원）
- 1948年《巨人岩》（巨人岩），羽田書店，原作者納撒尼爾·霍桑（Nathaniel Hawthorne），耳野卯三郎繪
- 1948年《奴隸湯姆物語》（奴隷トム物語），湘南書房 ，原作者海麗葉特·伊麗莎白·比契爾·史東（Harriet Elizabeth Beecher Stowe）
- 1948年《薔薇少女 八個表兄弟們「八個表兄弟」》（薔薇の少女 八人のいとこたち「八人のいとこ」），角川文庫，原作者露意莎·梅·奧爾柯特（Louisa May Alcott）
- 1949年《爐邊的蟋蟀》（炉辺のこほろぎ），隆文堂新潮文庫，原作者查爾斯·狄更斯（Charles Dickens）
- 1950年－1951年《給珍的信》（ジェーンへの手紙），霞書房，原作者葛拉蒂絲·丹尼·舒茲（Gladys Denny Schulz）
- 1950年《紅花俠》（べにはこべ），英寶社 ，原作者奧希茲女男爵（Baroness Orczy）
- 1951年《耶穌基督的一生 荊棘王冠之王》（イエス・キリストの一生 いばらの冠の王さま），教文館，原作者蘭格福特的諾曼（Norman of Langford）
- 1951年《快樂王子》（しあわせな王子さま），日本書房，原作者 奧斯卡·王爾德（Oscar Wilde）
- 1951年《傑克與豌豆》（ジャックと豆の木），潮文閣
- 1951年《長腿叔叔》（あしながおじさん），茜書房，原作者珍·韋伯斯特（Jean Webster）
- 1952年《公主物語》（王女物語），大衛社 ，原作者瑪麗詠·克勞福特（Marion Crawford）
- 1952年《法蘭德斯之犬》（フランダースの犬），新潮文庫 ，原作者薇達（Ouida）
- 1952年《愛麗絲夢遊仙境》（ふしぎな国のアリス），潮文閣 ，原作者路易斯·卡洛爾（Lewis Carroll）
- 1952年《愛倫物語》（エレン物語），白楊社 ，原作者蘇珊·華納（Susan Warner）
- 1952年、1954年《紅髮安妮【華語另譯清秀佳人】》（赤毛のアン），三笠書房、新潮文庫，原作者露西·莫德·蒙哥馬利（Lucy Maud Montgomery）
- 1952年《小氣財神》（クリスマス・カロル），三笠書房，原作者查爾斯·狄更斯（Charles Dickens）
- 1952年《母親的肖像》（母の肖像），大衛社、新潮文庫，原作者賽珍珠（Pearl Buck）
- 1953年《珍·亞當斯的生涯》（ジェーン・アダムスの生涯），岩波少年文庫，原作者克拉拉·英格蘭·賈德遜（Clara Ingram Judson）
- 1953年《愛的一家》（愛の一家），日本書房，原作者愛格妮絲·薩珀（Agnes Sapper）
- 1954年《小公主》（小公女），茜書房，原作者法蘭西絲·霍森·柏納特（Frances Hodgson Burnett）
- 1954年《紅髮安妮續集「安妮的青春」》（続・赤毛のアン「アンの青春」），三笠書房、新潮文庫，原作者露西·莫德·蒙哥馬利（Lucy Maud Montgomery）
- 1954年《彼得這個男人 妻子描寫丈夫的肖像》（ピーターという男 妻の描いた夫の肖像），創元社，原作者凱絲琳·馬歇爾（Kathleen Marshall）
- 1955年《寶寶從哪裡來？》（赤ちゃんはどこからくるの?），中央公論社，原作者席朵妮·馬特斯納·葛倫柏格（Sidonie Matsner Gruenberg）
- 1955年《秘密花園》（秘密の花園），白楊社，原作者柏納特夫人（Mrs. Burnett）
- 1955年《母親的曲子》（母の曲），講談社，原作者普羅奇（Proci）
- 1955年《關於愛的練習》（愛についての演習），中央公論社，原作者葛拉蒂絲·丹尼·舒茲（Gladys Denny Schulz）
- 1955年《紅髮安妮 第3「安妮的愛情」》（赤毛のアン 第3「アンの愛情」），新潮文庫 ，原作者露西·莫德·蒙哥馬利（Lucy Maud Montgomery）
- 1956年《玫瑰與戒指》（ばらとゆびわ），日本書房，原作者威廉·梅克比斯·薩克萊（William Makepeace Thackeray）
- 1956年《以斯帖物語》（エステル物語），新教出版社（聖經少年文庫）
- 1956年《紅髮安妮的幸福》（赤毛のアンの幸福），講談社 ，原作者露西·莫德·蒙哥馬利（Lucy Maud Montgomery）
- 1956年《南西姊姊》（ナンシー姉さん），秋元書房 ，原作者凱特·道格拉斯·威金（Kate Douglas Wiggin）
- 1956年《第四紅髮安妮「安妮的朋友」》（第四赤毛のアン「アンの友達」），三笠書房 ，原作者露西·莫德·蒙哥馬利（Lucy Maud Montgomery）
- 1956年《栗髮波麗安娜》（栗毛のパレアナ），秋元書房 ，原作者愛蓮娜·波特（Eleanor Porter），與養女村岡綠共譯
- 1956年《水國之子》（水の国の子），日本書房 ，原作者查爾斯·金斯萊（Charles Kingsley）
- 1957年《金蘋果》（きんのりんご），日本書房（北歐神話）
- 1957年《小公主》（小公女），茜書房，原作者柏納特夫人（Mrs. Burnett）
- 1957年《黃貓的秘密》（黄色い猫の秘密），早川書房、文庫，原作者艾勒里·昆恩（Ellery Queen）
- 1957年《第五紅髮安妮》（第五赤毛のアン），三笠書房、新潮文庫，原作者露西·莫德·蒙哥馬利（Lucy Maud Montgomery）
- 1957年《林伯洛斯特的少女 正宗續集》（リンバロストの乙女 正続），秋元書房、角川文庫，原作者金·波特（Gene Porter）
- 1957年《雀斑》（そばかす），秋元書房，原作者金•波特（Gene Porter）
- 1957年《芭蕾舞鞋》（バレー・シューズ），秋元書房，原作者諾耶爾·史崔特菲爾德（Noel Streetfield）
- 1957年《果園的小夜曲》（果樹園のセレナーデ），新潮社、新潮文庫，原作者露西·莫德·蒙哥馬利（Lucy Maud Montgomery）
- 1958年《鹿苑長春》（子じか物語），日本書房、日本文庫，原作者瑪喬麗·金南·羅林斯（Marjorie Kinnan Rawlings）
- 1958年《安妮夢見的家「安妮夢想的家」》（アンの夢みる家「アンの夢の家」），三笠書房、新潮文庫，原作者露西·莫德·蒙哥馬利（Lucy Maud Montgomery）
- 1958年《彩虹谷的安妮》（虹の谷のアン），新潮社、新潮文庫，原作者露西·莫德·蒙哥馬利（Lucy Maud Montgomery）
- 1958年《玫瑰花開》（花ざかりのローズ），三笠書房、新潮文庫，原作者露意莎·梅·奧爾柯特（Louisa May Alcott），與佐川和子共譯
- 1958年《薔薇羅莎琳德》（薔薇のロザリンド），新潮社，原作者凱絲琳·湯普森·諾里斯（Kathleen Thompson Norris)，
- 1958年《安妮的快樂家庭「爐邊莊的安妮」第七紅髮安妮》（アンの楽しい家庭「炉辺荘のアン」第七赤毛のアン），三笠書房、新潮文庫，原作者露西·莫德·蒙哥馬利（Lucy Maud Montgomery）
- 1958年《安妮身邊的人們》（アンをめぐる人々），三笠書房、新潮文庫，原作者露西·莫德·蒙哥馬利（Lucy Maud Montgomery）
- 1959年《少女波麗安娜》（少女パレアナ） ，原作者愛蓮娜·波特（Eleanor Porter）
- 1959年《風中的艾蜜莉「可愛的艾蜜莉」》（風の中のエミリー「可愛いエミリー」），秋元書房、新潮文庫，原作者露西·莫德·蒙哥馬利（Lucy Maud Montgomery）
- 1959年《哈克貝里·芬歷險記【華語另譯頑童歷險記】》（ハックルベリイ・フィンの冒険），新潮文庫，原作者馬克·吐溫（Mark Twain）
- 1959年《雨中唱歌的艾蜜莉「艾蜜莉向上爬」》（雨に歌うエミリー「エミリーはのぼる」），秋元書房 、新潮文庫，原作者露西·莫德·蒙哥馬利（Lucy Maud Montgomery）
- 1959年《長腿叔叔續集》（続・あしながおじさん），角川文庫，原作者珍·韋伯斯特（Jean Webster），與町田日出子共譯
- 1959年《神的榮耀》（神の栄光），角川文庫，原作者奧諾兒·麥居·威爾西·莫羅（Honore McCue Willsie Morrow）
- 1959年《安妮的女兒麗拉「第十紅髮安妮」》（アンの娘リラ「第十赤毛のアン」），新潮文庫，原作者露西·莫德·蒙哥馬利（Lucy Maud Montgomery）
- 1959年《老成的少女》（昔かたぎの少女），朋文堂，原作者露意莎·梅·奧爾柯特（Louisa May Alcott）
- 1959年《海蒂的孩子們》（ハイジの子どもたち），朋文堂，原作者夏爾·崔田（Charles Tritten）
- 1959年《凱瑞一家的人們》（ケレー家の人びと），朋文堂、角川文庫 ，原作者凱特·道格拉斯·威金（Kate Douglas Wiggin）
- 1960年《芭特姑娘》（パットお嬢さん），朋文堂、新潮文庫，原作者露西·莫德·蒙哥馬利（Lucy Maud Montgomery）
- 1960年《山丘之家的珍》（丘の家のジェーン），新潮文庫，原作者露西·莫德·蒙哥馬利（Lucy Maud Montgomery）
- 1960年《聖經物語》（聖書物語），角川文庫，原作者亨德里克·威廉·范倫（Hendrik Willem Van Loon）
- 1961年《美麗的波麗》（美しいポリー ），岩崎書店，原作者露意莎·梅·奧爾柯特（Louisa May Alcott）少女名作全集 5
- 1961年《惡作劇機關車丘丘》（いたずらきかんしゃちゅうちゅう），福音館書店，原作者薇吉妮亞·李·柏頓（Virginia Lee Burton）
- 1961年《安迪與獅子》（アンディとらいおん），福音館書店，原作者詹姆斯·多赫蒂（James Daugherty）
- 1962年《呼喊吧！親愛的祖國》（叫べ、愛する国よ），聖文社，原作者艾倫·佩頓（Alan Paton）
- 1963年《中共的孩子們》（中共の子供たち），自由亞細亞社，原作者瑪格麗特·威利（Margaret Willey）
- 1964年《快樂的獅子》（ごきげんならいおん），福音館書店，原作者露意絲·法蒂奧（Louise Fatio）
- 1965年《保羅斯物語》（ポーラスものがたり），茜書房，原作者珍·達魯（Jean Dulieu）
- 1967年《白色小鹿》（白い子ジカ），茜書房，原作者奧莉薇·希金斯·普魯蒂（Olive Higgins Prouty）
- 1967年《矮人比特爾金歷險記》（こびとのビートルキンの冒険），茜書房，原作者珍·達魯（Jean Dulieu）
- 1968年《給與世間的她的信》（世に与えた彼女の手紙），東京醫療中心出版社，原作者艾蜜莉·狄金生（Emily Dickinson）、波麗·隆華斯（Polly Longworth）
- 1969年《艾蜜莉的請求》（エミリーの求めるもの），新潮文庫，原作者露西·莫德·蒙哥馬利（Lucy Maud Montgomery）

### 創作
- 1926年《紅薔薇》（紅い薔薇），青蘭社
- 1928年《於山的雪》（お山の雪），青蘭社書房
- 1928年《堅強美麗女王故事，溫柔孝順的新娘故事》（強い美しい女王の話・優しい孝行なお嫁の話），昭陽堂書店
- 1931年《為了孩子的善良羊歌碑之歌》（子供のための善きひつじかひの歌），教文館出版社
- 1938年《村岡花子童話集》（村岡花子童話集），金之星社
- 1940年《籃鞋》（青イクツ），新潮社(學年別新選童話集 1年級)
- 1941年《蒲公英的眼睛》（たんぽぽの目），鶴書房
- 1948年《桃色玉子》（桃色の玉子），弘文社
- 1948年《幻化成花的童星》（花になった子供星），美和書房
- 1949年《松鼠的夢》（りすのゆめ），二葉書店
- 1952年《金魚的朋友》（きんぎょのおともだち），小峰書店
- 1952年《姨媽的故事》（おばさんのおはなし），金子書房
- 1958年《瑪麗亞 聖母物語》（マリヤさま 聖母ものがたり），日本書房

### 随筆·評論
- 1940年《母心隨想》（母心随想），時代社
- 1941年《靜思 母親教育系列》（静に想ふ 母親教育シリーズ），新生堂
- 1941年《心之饗宴 隨筆集》（心の饗宴 随筆集），時代社
- 1942年《我當少女的日子（編）》（わが少女の日（編）），甲鳥書林
- 1942年《母心抄》（母心抄），西村書店
- 1943年《母之愛行》（母の愛行），有精堂，與今井福治郎共著
- 1946年《給予新日本的女性（編）》（新日本の女性に贈る（編）），羽田書店
- 1947年《前往陌生的國家》（見知らぬ国へ），勞動文化社
- 1947年《『雨中的微笑』》（『雨の中の微笑』），新美社
- 1947年《迎向光芒》（光に向ふ），隆文堂
- 1947年《友情論》（友情論），湘南書房
- 1948年《溫柔的媽媽》（やさしいおかあさん），壽書房
- 1951年《女同學的生活與友情論》（女学生の生活と友情論），小峰書店
- 1951年《小學生的禮儀》（小学生のエチケット），茜書房
- 1953年《為生活的流動撐蒿》（生活の流れに棹さして），東洋經濟新報社 （家庭文庫）
- 1953年《親人與孩子》（親と子），要書房
- 1953年《女性的生活意義》（女性の生き甲斐），牧書房新書
- 1954年《覺醒夠的純潔（編輯）》（めざめたる純潔（編）），三笠新書
- 1955年《南丁格爾 紅十字的媽媽》（ナイチンゲール 赤十字のおかあさん），日本書房
- 1955年《史東夫人「世界傳記全集」》（ストー夫人「世界伝記全集」），講談社
- 1957年《世界名作與其作家們 為了品嚐名作》（世界名作とその作家たち 名作を味わうために），在·這·裡書房
- 1957年《海倫·凱勒》（ヘレン・ケラー），金子書房
- 1960年《年輕母親的故事》（若き母に語る），池田書店
- 1961年《媽媽與孩子 跟媽媽約定12章》（ママと子ども ママへの注文12章），牧書店
- 1962年《努力的偉人 跨越悲傷的人們》（努力の偉人 苦しみをのりこえた人びと），茜書房
- 1969年《『活者這件事 - 村岡花子遺稿集』》（『生きるということ－村岡花子遺稿集』），翌檜書房

## 傳記電視劇
- 花子與安妮（NHK連續電視小說／2014年度上半年，主演： 吉高由里子）

## 相關項目
- 村岡儆三（村岡敬三）－花子的丈夫。
- 村岡齋－儆三的小弟。花子的小叔。與哥哥一起經營福音印刷，在關東大地震時遇難身亡。
- 村岡平吉－花子的公公。知道聖經的印刷方式，被稱為「聖經的村岡先生」。在1898年設立福音印刷合資公司。
- 村岡綠－花子的養女（花子排行第五的妹妹梅子的女兒）。翻譯家，歌人。
- 村岡美枝－花子的孫女（實際上是養孫女也是大外姪孫女）。綠的女兒。翻譯家，英美文學家。安妮系列最終巻『安妮回憶的日子（アンの想い出の日々）』（原題：The Blythes Are Quoted ）的譯者。
- 村岡惠理－花子的孫女（實際上是養孫女也是大外姪孫女）。綠的女兒。美枝的妹妹。作家。著書『安妮的搖籃-村岡花子的生涯-（アンのゆりかご－村岡花子の生涯－）』是前述花子與安妮的原案。與美枝一起共同經營紅髮安妮紀念館。
- 村岡希美－花子的姪孫女（儆三的大弟村岡潔的孫女，父親為村岡潔之子村岡實）。女演員。有演出前述的『花子與安妮』。
- 柳原白蓮－在東洋英和女學校在當時的同學、被認為是花子的「知心好友」。
- 伊莎貝拉·布萊克摩爾 - 東洋英和女學校在學時的校長。花子受其薰陶。
- 加茂令子－東洋英和女學校在學時的寄宿舍監。裁縫教師。
- 佐佐木信綱－花子的古典文學的老師。
- 片山廣子（松村峰子）－推薦花子翻譯『王子與乞丐』。
- 海倫·凱勒－訪日時花子擔任口譯。
- 小池喜孝－原三笠書房總編輯。『紅髮安妮（赤毛のアン）』譯名的命名者。
- 中村佐喜子－角川文庫版『紅髮安妮』的譯者。與花子譯的新潮文庫版並列為暢銷書。
- 熊井明子－花子在『紅髮安妮』中的「雜香」翻譯的「白楊」的日本介紹人。
- 兒童的時間－戰前的NHK的兒童向報導節目。與戰後相同內容的節目『兒童新聞週刊』之間沒有直接關連。
- 道雄文庫圖書館－花子最初創立，同時也是日本最早的家庭圖書館。道雄是花子早夭的兒子的名字。
- 紅髮安妮紀念館·村岡花子文庫－在大森的村岡家遺址開設的文學館。
- 秋山千惠子－「廣播阿姨」的後繼者。花子離開的1年後在NHK開始擔任播音員，之後轉至TBS廣播長期播出。

## 外部連結
- 紅髮安妮紀念館·村岡花子文庫 （页面存档备份，存于）